# Saint-Louis (Nuevo Brunswick)
Saint-Louis es una parroquia canadiense situada en la provincia de Nuevo Brunswick.

## Superficie
Saint-Louis tiene una superficie de 258,65 km².

## Demografía
En 2021, tenía 1760 habitantes, una densidad poblacional de 6,8 hab./km², y 797 viviendas.